# 吉川克也
吉川 克也（よしかわ かつや、1956年5月16日-）は、日本の実業家・経営者。

## 来歴・人物
1980年に南山大学経営学部を卒業し、同年に中日新聞社に入社する。主に広告事業に携わり、2013年4月に名古屋本社広告局長に就任し、2016年6月に中日アド企画常務取締役に就任し、翌年6月には代表取締役に昇格した。
2021年3月から2025年3月まで、中日ドラゴンズの球団社長を務めた。